# Saint-Julien-du-Terroux
Pour les articles homonymes, voir Saint-Julien.
Saint-Julien-du-Terroux est une commune française, située dans le département de la Mayenne en région Pays de la Loire, peuplée de 257 habitants.
La commune fait partie de la province historique du Maine, et se situe dans le Bas-Maine dans le pays de Passais.

## Géographie
Saint-Julien-du-Terroux est une petite commune de 257 habitants, est à 55 km de Laval, à 8 km de Bagnoles-de-l'Orne et à environ 100 km du mont Saint-Michel, de Caen, de Bayeux et des plages du débarquement.

### Climat
Pour des articles plus généraux, voir Climat des Pays de la Loire et Climat du Val-d'Oise.
En 2010, le climat de la commune est de type climat océanique altéré, selon une étude du CNRS s'appuyant sur une série de données couvrant la période 1971-2000. En 2020, Météo-France publie une typologie des climats de la France métropolitaine dans laquelle la commune est exposée à un climat océanique et est dans une zone de transition entre les régions climatiques « Normandie (Cotentin, Orne) » et « Moyenne vallée de la Loire ». 
Pour la période 1971-2000, la température annuelle moyenne est de 10,5 °C, avec une amplitude thermique annuelle de 13,4 °C. Le cumul annuel moyen de précipitations est de 817 mm, avec 13,2 jours de précipitations en janvier et 7,4 jours en juillet. Pour la période 1991-2020, la température moyenne annuelle observée sur la station météorologique de Météo-France la plus proche, « Le Horps », sur la commune du Horps à 10 km à vol d'oiseau, est de 11,1 °C et le cumul annuel moyen de précipitations est de 857,1 mm,. La température maximale relevée sur cette station sur la période du 1er juillet 2003 au 2 juin 2025 est de 39,5 °C (en 2019), la température minimale de −12 °C (en 2012) et la hauteur maximale de précipitations en 24 h de 60 mm (en 2021).
Pour afficher une liste d’indicateurs climatiques caractérisant la commune aux horizons 2030, 2050 et 2100 et pouvoir ainsi s'adapter aux changements climatiques, entrer son nom dans Climadiag-commune, un site de Météo-France élaboré à partir des nouvelles projections climatiques de référence DRIAS-2020.

## Urbanisme

### Typologie
Au 1er janvier 2024, Saint-Julien-du-Terroux est catégorisée commune rurale à habitat très dispersé, selon la nouvelle grille communale de densité à sept niveaux définie par l'Insee en 2022.
Elle est située hors unité urbaine et hors attraction des villes,.

### Occupation des sols
L'occupation des sols de la commune, telle qu'elle ressort de la base de données européenne d’occupation biophysique des sols Corine Land Cover (CLC), est marquée par l'importance des territoires agricoles (100 % en 2018), une proportion identique à celle de 1990 (100 %). La répartition détaillée en 2018 est la suivante : 
terres arables (64 %), prairies (36 %). L'évolution de l’occupation des sols de la commune et de ses infrastructures peut être observée sur les différentes représentations cartographiques du territoire : la carte de Cassini (XVIIIe siècle), la carte d'état-major (1820-1866) et les cartes ou photos aériennes de l'IGN pour la période actuelle (1950 à aujourd'hui).

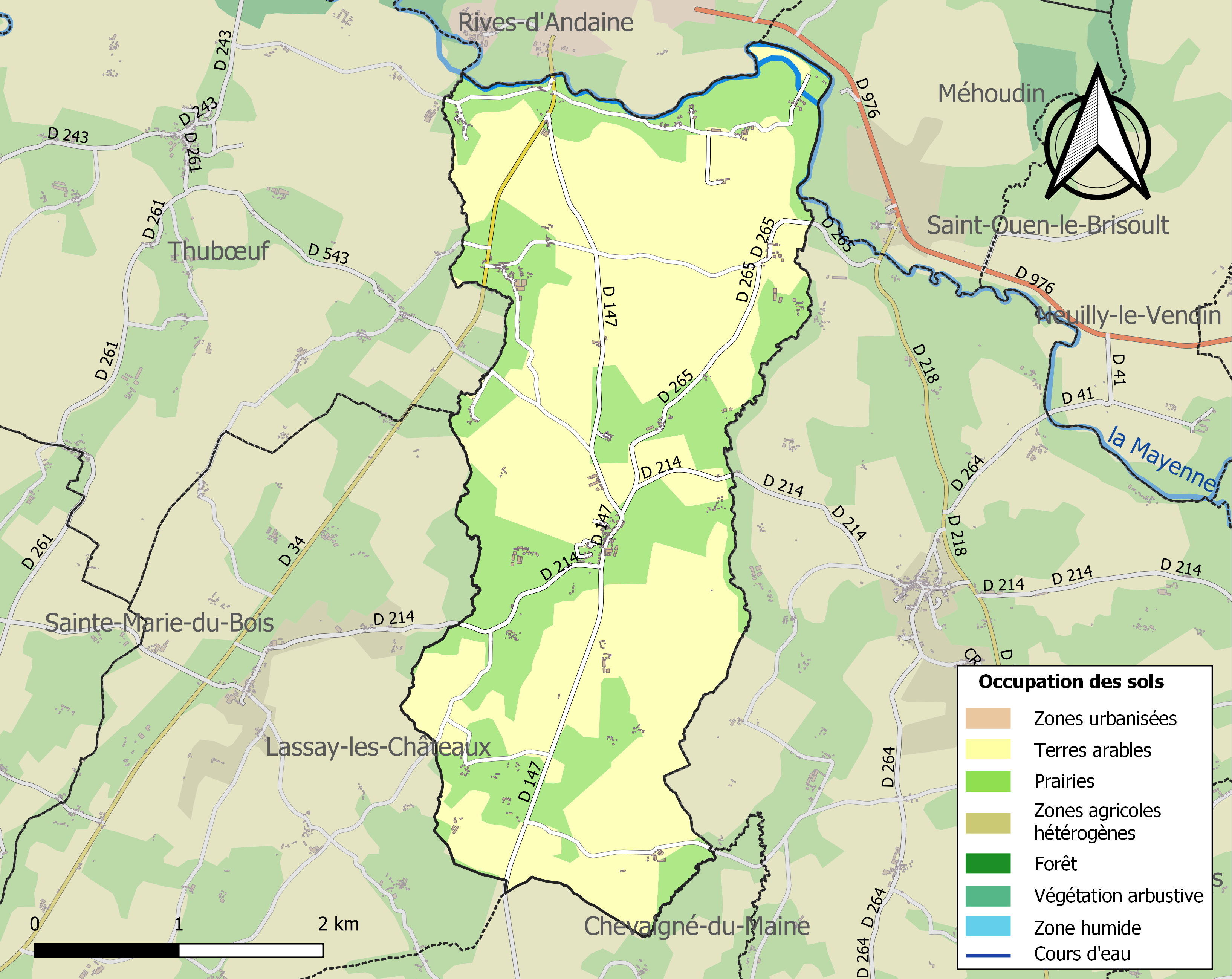
Carte des infrastructures et de l'occupation des sols de la commune en 2018 (CLC).

## Politique et administration
| Période                                  | Période        | Identité                                                      | Étiquette | Qualité                                   |
| ---------------------------------------- | -------------- | ------------------------------------------------------------- | --------- | ----------------------------------------- |
| 1793                                     | 1794           | N. Paucton                                                    |           |                                           |
| 1800                                     | 1800           | Étienne Le Balleur,                                           |           |                                           |
| 1800                                     | 1803           | René Guillouard,                                              |           |                                           |
| 1803                                     | juin 1808      | Étienne Le Balleur,                                           |           |                                           |
| juillet 1808                             | septembre 1830 | André Marie Sébastien Louis Joseph de Barberé de Saint Bomer, |           | Propriétaire du château de la Bermondière |
| septembre 1830                           | août 1850      | André Marie Sébastien Louis Joseph Douillé,                   |           |                                           |
| octobre 1850                             | août 1860      | René Ernoult,                                                 |           |                                           |
| août 1860                                | novembre 1868  | Jean Baptiste Boissière,                                      |           |                                           |
| avril 1868                               | octobre 1876   | Isidore Alexandre Guillouard,                                 |           |                                           |
| décembre 1876                            | janvier 1878   | Pierre François Julien Duhail,                                |           |                                           |
| janvier 1878                             | mai 1888       | Paul du Plessis d'Argentré,                                   |           | Propriétaire du château de la Bermondière |
| juin 1888                                | 1894           | Auguste Heroux,                                               |           |                                           |
| 1894                                     |                | Paul du Plessis d'Argentré,                                   |           |                                           |
| avant 1970                               |                |                                                               |           | Henri Ernoult                             |
| 1977                                     | février 1999   | Jacques Decap                                                 |           | Architecte                                |
| ?                                        | mars 2001      | Marcel Barbin                                                 |           |                                           |
| mars 2001                                | mars 2008      | Guy Ivaldi                                                    |           |                                           |
| mars 2008                                | mars 2014      | Bernard Lecourt                                               | SE        | Agriculteur                               |
| mars 2014                                | En cours       | Philippe Coulon                                               | SE        | Agent de maîtrise                         |
| Les données manquantes sont à compléter. |                |                                                               |           |                                           |

## Population et société

### Démographie
L'évolution du nombre d'habitants est connue à travers les recensements de la population effectués dans la commune depuis 1793. Pour les communes de moins de 10 000 habitants, une enquête de recensement portant sur toute la population est réalisée tous les cinq ans, les populations de référence des années intermédiaires étant quant à elles estimées par interpolation ou extrapolation. Pour la commune, le premier recensement exhaustif entrant dans le cadre du nouveau dispositif a été réalisé en 2006.
En 2022, la commune comptait 257 habitants, en évolution de +7,98 % par rapport à 2016 (Mayenne : −0,73 %, France hors Mayotte : +2,11 %).
| 1793 | 1800 | 1806 | 1821 | 1831 | 1836 | 1841 | 1846 | 1851 |
| ---- | ---- | ---- | ---- | ---- | ---- | ---- | ---- | ---- |
| 639  | 721  | 890  | 872  | 921  | 894  | 860  | 904  | 862  |

| 1856 | 1861 | 1866 | 1872 | 1876 | 1881 | 1886 | 1891 | 1896 |
| ---- | ---- | ---- | ---- | ---- | ---- | ---- | ---- | ---- |
| 827  | 811  | 753  | 699  | 691  | 674  | 668  | 643  | 592  |

| 1901 | 1906 | 1911 | 1921 | 1926 | 1931 | 1936 | 1946 | 1954 |
| ---- | ---- | ---- | ---- | ---- | ---- | ---- | ---- | ---- |
| 580  | 531  | 481  | 447  | 448  | 431  | 424  | 419  | 389  |

| 1962 | 1968 | 1975 | 1982 | 1990 | 1999 | 2006 | 2011 | 2016 |
| ---- | ---- | ---- | ---- | ---- | ---- | ---- | ---- | ---- |
| 314  | 319  | 268  | 276  | 245  | 232  | 257  | 275  | 238  |

| 2021 | 2022 | - | - | - | - | - | - | - |
| ---- | ---- | - | - | - | - | - | - | - |
| 246  | 257  | - | - | - | - | - | - | - |

## Culture locale et patrimoine

### Lieux et monuments

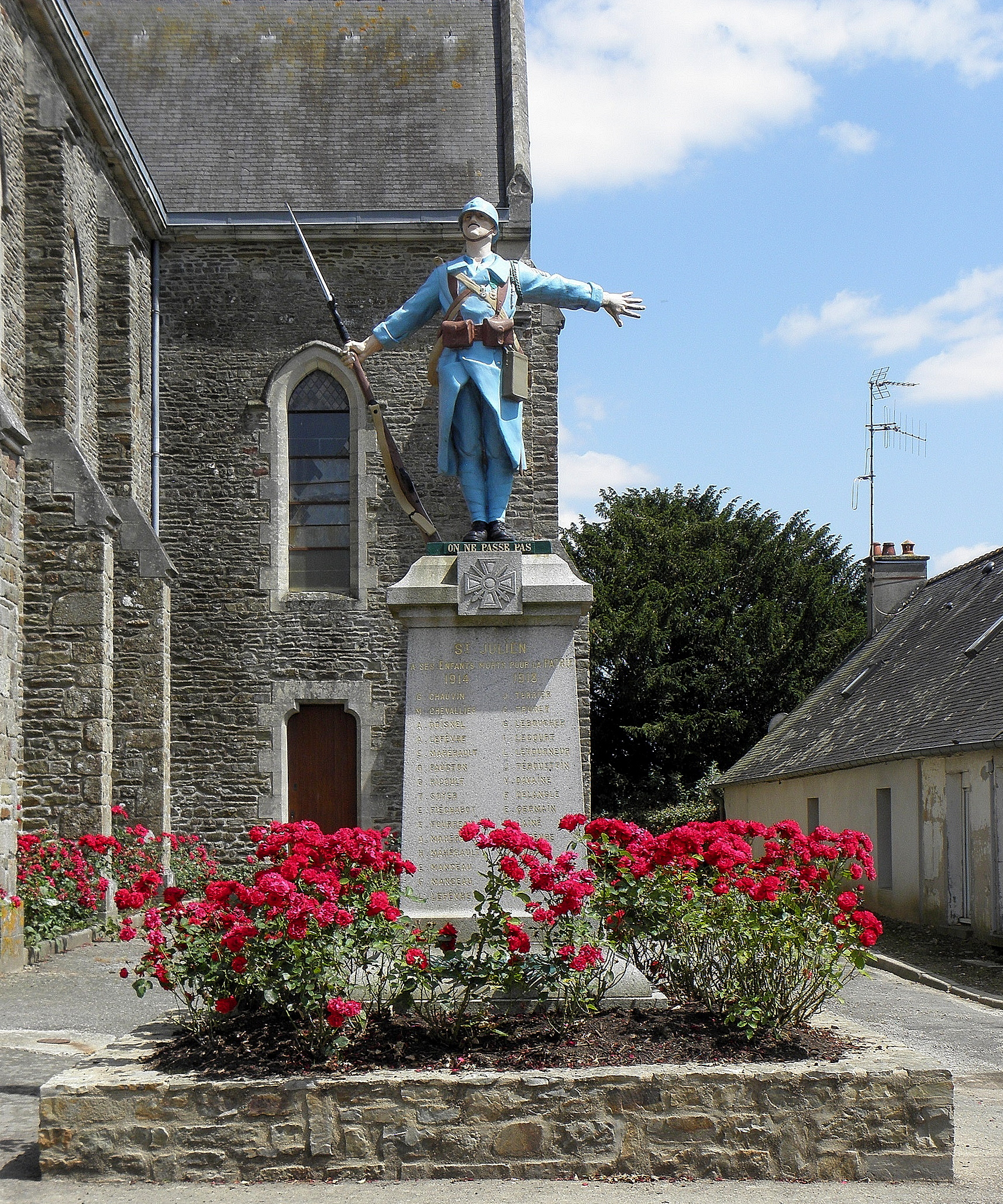
Le monument aux morts de Saint-Julien-du-Terroux.

- Monument aux morts peint aux couleurs réelles des poilus de la Grande Guerre.
- Château de la Bermondière

### Personnalités liées à la commune
- René-Antoine Ferchault de Réaumur (1683 - 1757 au château de la Bermondière à Saint-Julien-du-Terroux), physicien et naturaliste.

### Héraldique
| Blason de Saint-Julien-du-Terroux | Blason  | Tiercé en pairle renversé: au 1er de gueules à la gerbe de blé d'or, au 2e d'argent au lion de sinople armé et lampassé de gueules, au 3e d'azur à l'épée renversée d'or brochant sur trois burelles ondées d'argent. |
| Blason de Saint-Julien-du-Terroux | Détails | Le statut officiel du blason reste à déterminer. |